# Scoliostomatidae
De Scoliostomatidae zijn een familie van uitgestorven weekdieren uit de klasse van de Gastropoda (slakken).

## Onderfamilies
De volgende onderfamilies zijn bij de familie ingedeeld:
- † Mitchelliinae Frýda, Blodgett & Lenz, 2002
- † Scoliostomatinae Frýda, Blodgett & Lenz, 2002